# Fuenteguinaldo (kommunhuvudort)
Fuenteguinaldo är en kommunhuvudort i Spanien.   Den ligger i provinsen Provincia de Salamanca och regionen Kastilien och Leon, i den centrala delen av landet, 250 km väster om huvudstaden Madrid. Fuenteguinaldo ligger 853 meter över havet och antalet invånare är 858.
Terrängen runt Fuenteguinaldo är platt åt sydost, men åt nordväst är den kuperad. Runt Fuenteguinaldo är det mycket glesbefolkat, med 7 invånare per kvadratkilometer. Fuenteguinaldo är det största samhället i trakten. 